# Michael Kay

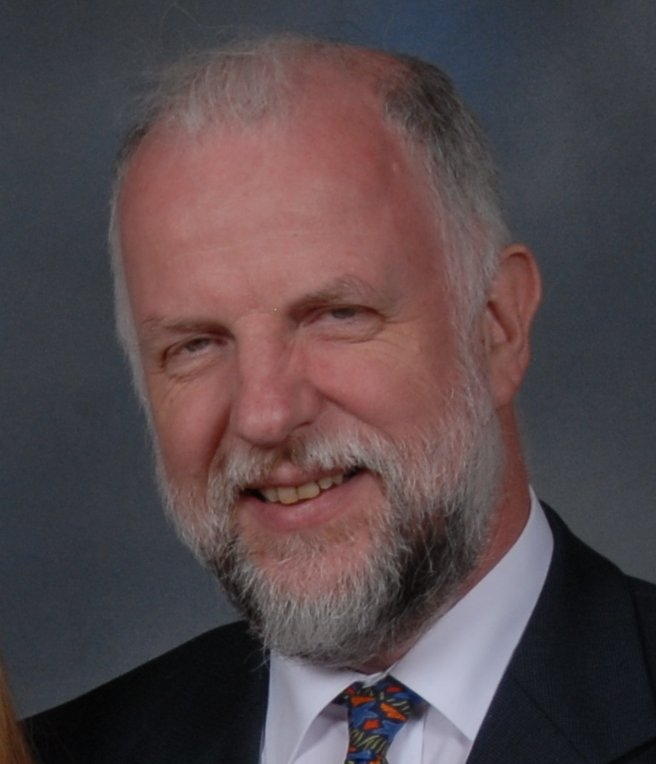
Michael Kay

Michael Howard Kay (* 11. Oktober 1951 in Hannover) ist ein britischer Programmierer und Buchautor im Umfeld der Extensible Markup Language (XML). Er ist Mitglied in mehreren Arbeitsgruppen des World Wide Web Consortiums (W3C) zur Standardisierung von Webtechniken, zum Beispiel in der XSL Working Group und der XQuery Working Group.
Kay ist Mitautor der W3C-Spezifikationen für die Programmiersprache XSLT 2.0 (als Herausgeber) und der Abfragesprache XPath 2.0. Bekannt ist Michael Kay als Autor des XSLT- und XQuery-Parsers Saxon.
Kay absolvierte das Trinity College in Cambridge und promovierte 1975 zum Ph. D. an der University of Cambridge; sein Doktorvater war Maurice Wilkes. Er war 20 Jahre bei dem Computerhersteller ICL und drei Jahre bei der Software AG tätig; danach gründete er sein eigenes Unternehmen Saxonica.
Michael Kay lebt und arbeitet  mit seiner Familie in Reading, Großbritannien.

## Schriften
- XPath 2.0 Programmers Reference, Wiley, Indianapolis, 2004, ISBN 0-7645-6910-4
- XSLT 2.0 Programmers Reference, Wiley, Indianapolis, 2004, ISBN 0-7645-6909-0